# Брак по италиански
„Брак по италиански“ (на италиански: Matrimonio all'italiana) е италианско-френска филмова комедийна драма от 1964 г., режисирана от Виторио Де Сика, с участието на София Лорен и Марчело Мастрояни. Сценарият е адаптация по пиесата „Филомена Мартурано“ на Едуардо Де Филипо.

## Сюжет
Произведението разказва историята на неаполитанката Филомена Мартурано (Лорен), която още 17-годишна става метреса на местния бизнесмен Доменико Сориано (Мастрояни). Годините минават, но Доменико така и не ѝ предлага да стане негова законна съпруга. Нещо повече, той постоянно е увлечен в странични забежки, докато един ден Филомена не се преструва, че е на смъртен одър – отчаян ход да задържи мъжа до себе си.

## В ролите
| Актьор            | Роля               |
| ----------------- | ------------------ |
| София Лорен       | Филомена Мартурано |
| Марчело Мастрояни | Доменико Сориано   |
| Алдо Пулизи       | Алфредо            |
| Текла Скарано     | Розалия            |
| Марилу Толо       | Диана              |
| Джани Ридолфи     | Умберто            |
| Дженеросо Кортини | Микеле             |
| Вито Мориконе     | Рикардо            |
| Рита Пичоне       | Терезина           |
| Лино Матера       |                    |
| Алфио Вита        | [ 1 ]              |

## Награди и номинации
„Брак по италиански“ печели наградата „Златен глобус“ в категорията „Чуждоезичен филм“. В същата категория е номиниран и за Наградата „Оскар“.
| Награди             | Награди                         | Награди           | Награди   |
| Награда             | Категория                       | Име               | Резултат  |
| ------------------- | ------------------------------- | ----------------- | --------- |
| „Оскар“             | Най-добър чуждоезичен филм      |                   | номинация |
| „Оскар“             | Най-добра актриса в главна роля | София Лорен       | номинация |
| „Златен глобус“     | Най-добър чуждоезичен филм      |                   | награда   |
| „Златен глобус“     | Най-добра актриса в главна роля | София Лорен       | номинация |
| „Златен глобус“     | Най-добър актьор                | Марчело Мастрояни | номинация |
| „Давид на Донатело“ | Най-добър актьор                | Марчело Мастрояни | награда   |
| „Давид на Донатело“ | Най-добра актриса               | София Лорен       | награда   |
| „Давид на Донатело“ | Най-добър режисьор              | Виторио Де Сика   | награда   |
| „Давид на Донатело“ | Най-добра продукция             | Карло Понти       | награда   |